# هنري باول هانسن
هنري باول هانسن (بالإنجليزية: Henry Paul Hansen)‏ هو عالم بيئة وأحيائي أمريكي، ولد في 28 أبريل 1907 في لاكروس في الولايات المتحدة، وتوفي في 8 أكتوبر 1989 في كورفاليس في الولايات المتحدة.